# コンチ4X
コンチ4X（コンチフォーエックス）は、2001年8月にアルゼ （現ユニバーサルエンターテインメント）から発売されたパチスロ機。
『コンチネンタル3』の後継機として位置するが、中身は全くの別物である。

## スペック・特徴
- Bタイプ、ツインBB搭載、AT機能に「スーパーラッシュ（SR）」を搭載。
- 『獣王』同様、通常時、メイン小役は完全奪取出来ない。SR中は完全奪取が可能となる。
- メイン小役は「第一リールの押し順（3通り）」「第二リールの押し順（2通り）」「残りのリンゴの色（2通り）」の計12通りである。『獣王』と比較すると、目押しの面で簡易的である。
- ビッグボーナスは「ノーマル」「スーパー」の2種類。
  - ノーマル：15枚役は押し順の6択。15枚役成立時の20％で押し順ナビが発生。平均270枚程度。
  - スーパー：SR中の当選時と一部条件下（後述）でのみ発動。15枚役の押し順がナビされる。平均490枚程度。
- レギュラーボーナスは、全設定共通で79.5分の1と高確率。但し、通常時は12択となる。揃えられなかった場合、フラグは消滅する。その特性上、告知は完全先告知である。
- 通常時にビッグ絵柄を揃える際、赤7を「X」の字になる様に揃えると、32分の1でスーパービッグへ昇格する。
- 赤7を「X」の字に揃えなかった場合、緑7で揃えた場合は128分の1でスーパービッグへ昇格する。

## スーパーラッシュ
スーパーラッシュは従来のAT機同様に高確率・低確率で当選確率が異なる。
高確率時はSRに当選しやすく当選時の連チャン性も高い。低確率時は当選率も低く、当選時の連チャン性も低い。
SR低確率状態から高確率状態への移行条件
- ビッグボーナス終了時の抽選(14/32)
- レギュラーボーナス成立時(3/32)
- 中段チェリー成立時(16/32)
- 純ハズレ成立時(8/32)
- 設定変更時は100%※ただし、同一設定へ打ちなおした場合は100%低確率状態からスタート。

SR高確率状態から低確率状態への移行条件
- 角チェリー当選時(4/32)
- リプレイ当選時(3/32)

ビッグボーナス、設定変更から高確率に移行した場合、はじめの50G間は高確率状態が固定される。
それ以外の契機で高確率に移行場合は次ゲームより転落抽選に当選後低確率状態となる。
スーパーラッシュのメインとなる突入契機は12択のレギュラーボーナスを揃えられた時、ビッグボーナス当選時であり、この2つが一番
高確率・低確率の影響を受ける。
その他の契機も若干ながら高確率・低確率で当選率、連チャン率が異なる契機もあるが、ほとんど大差はない。
エクストラである設定6のみ、上記の契機時の抽選時に高確率時・低確率時共に当選確率・連チャン回数の振り分けが同じである。
基本的に設定6は高確率・低確率の影響を受けないので状態にかかわらず、いつでもSRに期待できる。
又、下記の条件をすべて満たすと特別状態でSR抽選される。
　1　BIG⇔BIG間でREGフラグが33～37回成立
　2　REG成立がSR中である
　3　REGを33回引くまでにBIGを引かない(BIGが成立でリセット)
SR中に、多くのボーナス当選を果たすことが、本機の出玉増加において最大級の要素となる。SRの上乗せ抽選が受けられる機会が多くなることで、確実に連チャン数は上昇するからである。
条件次第ではあるものの、1万枚・2万枚を遥かに超える出玉が期待できるスペックである。

### SRの基本システム
- 継続ゲーム数は10・20・100Gの3種類。それぞれの区切りで継続演出が行われる。100G継続の場合、BGMがテクノへ変化。継続ゲーム数振り分けは10ゲーム50.0%20ゲーム46.4%100ゲーム3.6%
- 連チャン性も極めて高く、数十連することも多い。
- 15枚役の完全取得が可能となる。（1G当たりの期待純増枚数は10.0枚と極めて高い）
- SR中に成立したレギュラーはナビが発生し、目押しミスが無い限り完全取得が可能となる。
- SR中に成立したビッグはスーパーとなり、15枚役（6択）の押し順がナビされ、大量獲得が可能。

※ただし、SR最終ゲームで成立したビッグは通常時と同じ扱いになる。
- 転落抽選などは無く、決められたSR回数を消化するまでは終了しない。

### スーパーラッシュ抽選契機
従来のAT機の様な抽選に加え、プレミアム的な当選パターンも存在する。
通常時・SR中の当選契機。
- ビッグボーナス当選時
- 12択のレギュラーボーナスを揃えられた時
- 12択のレギュラーボーナス取りこぼし時
- 純ハズレ成立時
- ビッグボーナス間規定ゲーム数の到達（RB・SRは有効。規定ゲーム数は1200・1500・1800の3種類。振り分けは1200から順に25%50%25%）
- ビッグボーナス1G連（ビッグボーナス後のみ有効でフラグ成立すればＯＫ） - プレミアム
- ビッグボーナスでMAX599枚獲得。 - プレミアム※ノーマルビッグでも599枚獲得すれば有効だが、現実的にほぼ不可能。もちろん途中でJACハズレなどで598枚などになっては無効。
- ビッグボーナス中のJACハズレに当選 - プレミアム

SR中のみ有効の当選契機
- SR最終ゲームでリプレイフラグに当選

※この場合は専用テーブルで1セット以上の上乗せ＋SR終了後に基本的には1G潜伏して次回SRが即発動する。
SR規定ゲーム数も10・20・100Gの通常と変わらない。
プレミアム時はSR当選確定。ビッグボーナスで599枚を獲得した場合は、平均連チャン数が最も高いテーブルで抽選される。（99％以上で3連チャン以上、25％で10連チャン以上）
※上記の条件下においての複合当選も有効とされる。